# Bad Arolsen
Bad Arolsen (fram till år 1997 Arolsen) är en stad i Landkreis Waldeck-Frankenberg i det tyska förbundslandet Hessen. Bad Arolsen var från 1655 till 1918 residensstad i furstendömet Waldeck-Pyrmont. Bad Arolsen har cirka 16 000 invånare.

## Administrativ indelning
Bad Arolsen består av 12 Stadtteile.
- Bad Arolsen (Kernstadt)
- Braunsen
- Bühle
- Helsen
- Kohlgrund (med godset Eilhausen)
- Landau
- Massenhausen
- Mengeringhausen
- Neu-Berich
- Schmillinghausen
- Volkhardinghausen
- Wetterburg